# Lawrence Cherono
Lawrence Cherono, (7 augustus 1988) is een Keniaanse marathonloper, die tot de snelste marathonlopers aller tijden behoort.

## Loopbaan
In 2015 won Cherono de marathon van Sevilla in 2:09.39 bij zijn marathondebuut. Dit werd gevolgd door een tweede plaats op de marathon van Lanzhou en een zevende plaats op de marathon van Shanghai.
Het jaar daarop werd Cherono tweede in de marathon van Hongkong en won de marathon van Praag in 2:07.24. In de herfst eindigde hij als tweede in de marathon van Hengshui en verbeterde in de marathon van Honolulu het twaalf jaar oude parcoursrecord van Jimmy Muindi met meer dan anderhalve minuut tot 2:09.39.
In 2017 eindigde Cherono als tweede op de marathon van Rotterdam in 2:06.21, zette een parcoursrecord op de marathon van Amsterdam met zijn persoonlijke record van 2:05.09 uur en verbeterde het parcoursrecord in Honolulu naar 2:08.27.
Cherono eindigde als zevende op de marathon van Londen van 2018. Later dat jaar stelde hij het parcoursrecord van de marathon van Amsterdam wederom bij, ditmaal tot 2:04.06, de snelste tijd ooit gelopen in Nederland.
In 2019 won hij in een spannende eindsprint de Chicago Marathon.
In 2024 kreeg Cherono een wedstrijdverbod van zeven jaar met terugwerkende kracht vanaf 2022 nadat hij had toegegeven dat hij de antidopingregels had overtreden.

## Persoonlijke records
| Onderdeel      | Prestatie | Datum            | Plaats       |
| -------------- | --------- | ---------------- | ------------ |
| halve marathon | 1:01.58   | 26 augustus 2018 | Buenos Aires |
| marathon       | 2:03.04   | 6 december 2020  | Valencia     |

## Palmares

### halve marathon
- 2018:  halve marathon van Buenos Aires - 1:01.58
- 2019:  halve marathon van Bogota - 1:04.09

### marathon
- 2015:  marathon van Sevilla - 2:09.39
- 2015:  marathon van Lanzhou - 2:12.33
- 2015 7e marathon van Shanghai - 2:14.22
- 2016:  marathon van Hongkong - 2:12.14
- 2016:  marathon van Praag - 2:07.24
- 2016:  marathon van Hengshui - 2:11.14
- 2016:  marathon van Honolulu - 2:09.39
- 2017:  marathon van Rotterdam - 2:06.21
- 2017:  marathon van Amsterdam - 2:05.09
- 2017:  marathon van Honolulu - 2:08.27
- 2018: 7e marathon van Londen van 2018 - 2:09.25
- 2018:  marathon van Amsterdam - 2:04.06
- 2019:  marathon van Chicago - 2:05.45
- 2020  marathon van Valencia - 2:03.04